# Tre generazioni dei diritti umani
La suddivisione dei diritti umani in tre generazioni fu proposta inizialmente nel 1979 dal giurista ceco Karel Vašák all'Istituto internazionale dei diritti umani di Strasburgo. Egli usò il termine almeno già dal novembre 1977. Le teorie di Vasak hanno messo radici principalmente nel diritto europeo.
Le sue suddivisioni seguono le parole d'ordine della Rivoluzione francese: Libertà, Uguaglianza, Fratellanza. Le tre generazioni sono riflesse in alcune delle rubriche della Carta dei diritti fondamentali dell'Unione europea. La Dichiarazione universale dei diritti dell'uomo include diritti che si ritengono di seconda generazione, come pure quelli della prima generazione, ma non fa la distinzione in sé (i diritti elencati non sono in ordine specifico).

## Diritti umani di prima generazione
I diritti umani di prima generazione, spesso chiamati diritti "blu", trattano essenzialmente della libertà e della partecipazione alla vita politica. Essi sono fondamentalmente di natura civile e politica: servono negativamente a proteggere l'individuo dagli eccessi dello stato. I diritti di prima generazione includono, tra le altre cose, la libertà di parola, il diritto a un giusto processo, la libertà di religione e i diritti di voto. Essi furono sperimentati per primi dalla Carta dei diritti degli Stati Uniti d'America e in Francia dalla Dichiarazione dei diritti dell'uomo e del cittadino nel XVIII secolo, anche se il diritto a un giusto processo risale alla Magna Carta del 1215 e ai Diritti degli Inglesi. Essi furono consacrati a livello globale e ricevettero uno status nel diritto internazionale per la prima volta negli Articoli da 3 a 21 della Dichiarazione universale dei diritti dell'uomo del 1948 e più tardi nella Convenzione Internazionale sui Diritti Civili e Politici del 1966.

## Diritti umani di seconda generazione
I diritti umani di seconda generazione sono legati all'uguaglianza e cominciarono a essere riconosciuti dai governi dopo la rivoluzione industriale. Essi sono fondamentalmente di natura economica, sociale e culturale e garantiscono a membri diversi della cittadinanza condizioni e trattamenti uguali. I diritti secondari includerebbero il diritto a essere occupato, i diritti all'abitazione e alle cure sanitarie, come pure alla sicurezza sociale e alle indennità di disoccupazione. Come i diritti di prima generazione, anch'essi furono contemplati dalla Dichiarazione universale dei diritti dell'uomo, e ulteriormente incorporati negli Articoli da 22 a 27 della Dichiarazione universale e nella Convenzione internazionale sui diritti economici, sociali e culturali.
Negli Stati Uniti d'America, il presidente Franklin D. Roosevelt propose una seconda Carta dei diritti, che trattava in gran parte le stesse materie, durante il suo discorso sullo stato dell'Unione dell'11 gennaio 1944. Oggi, molte nazioni, stati o gruppi di nazioni hanno sviluppato dichiarazioni giuridicamente vincolanti che garantiscono insiemi completi di diritti umani, ad es. la Carta sociale europea.
Alcuni stati hanno adottato alcuni di questi diritti economici, ad es., lo Stato di New York ha sancito il diritto a un'istruzione gratuita, come anche  "il diritto a organizzarsi e a contrattare collettivamente", e all'assicurazione contro gli infortuni, nella sua legge costituzionale.
Questi diritti sono talvolta indicati come diritti "rossi". Essi impongono al governo il dovere di rispettarli, di promuoverli e di soddisfarli, ma questo dipende dalla disponibilità di risorse. Il dovere è imposto allo stato perché esso controlla le proprie risorse. Nessuno ha direttamente il diritto all'abitazione e il diritto all'istruzione. (In Sudafrica, ad esempio, il diritto non è, "di per sé", all'abitazione, ma piuttosto "ad avere accesso a un'abitazione adeguata", realizzato su base progressiva.)
Il dovere del governo è di realizzare questi diritti come azione positiva.

## Diritti umani di terza generazione
I diritti umani di terza generazione sono quei diritti che vanno al di là del mero aspetto civile e sociale, come espresso in molti documenti progressisti di diritto internazionale, compresa la Dichiarazione di Stoccolma del 1972 della Conferenza delle Nazioni Unite sull'ambiente umano, la Dichiarazione di Rio del 1992 sull'ambiente e lo sviluppo, e altri esempi di "legislazione morbida" generalmente ambiziosa. A causa dell'attuale propensione verso la sovranità nazionale e la preponderanza delle potenziali nazioni trasgressive, questi diritti sono stati difficili da promulgare in documenti giuridicamente vincolanti.
Il termine "diritti umani di terza generazione" rimane in gran parte ufficioso, proprio come il soprannome, anch'esso utilizzato, di diritti "verdi", e così contiene uno spettro estremamente ampio di diritti, compresi:
- diritti di gruppo o collettivi
- diritto all'autodeterminazione
- diritto allo sviluppo economico e sociale
- diritto a un ambiente salubre
- diritto alle risorse naturali
- diritto a comunicare
- diritto alla partecipazione al patrimonio culturale
- diritti all'equità intergenerazionale e alla sostenibilità

Alcuni paesi hanno meccanismi costituzionali per la salvaguardia dei diritti di terza generazione. Per esempio, il Commissario parlamentare ungherese per le future generazioni, il Comitato per il futuro del Parlamento finlandese e l'ex Commissione per le future generazioni nella Knesset israeliana.
Alcune organizzazioni internazionali hanno uffici per salvaguardare tali diritti. Un esempio è l'Alto commissario per le minoranze nazionali (High Commissioner on National Minorities) dell'Organizzazione per la sicurezza e la cooperazione in Europa. La Direzione generale per l'ambiente della Commissione europea ha come sua missione "proteggere, preservare e migliorare l'ambiente per le generazioni attuali e future, e promuovere lo sviluppo sostenibile".
Alcune giurisdizioni hanno emanato norme per la protezione ambientale, ad es. l'articolo costituzionale ribattezzato "forever wild" ("per sempre selvaggio") di New York, che può essere fatto valere mediante azione del Procuratore capo dello Stato di New York (Attorney General) o da qualunque cittadino "Ex rel" (=Ex relatione, ossia se l'interesse del singolo cittadino è ritenuto rilevante anche per l'interesse generale della giustizia) con il consenso della Sezione d'appello della Corte suprema di New York.

## Critiche
Maurice Cranston sostenne che la scarsità significa che i presunti diritti di seconda e di terza generazione non sono affatto diritti. Se una persona ha un diritto, altri hanno un dovere di rispettare quel diritto, ma ai governi mancano le risorse necessarie per adempiere i doveri implicati dai presunti diritti di seconda e terza generazione dei cittadini.
Il dottor Charles Kesler, un professore di amministrazione al Claremont McKenna College e membro anziano del Claremont Institute, ha sostenuto che i diritti umani di seconda e terza generazione servono come tentativo di mascherare obiettivi politici, che la maggioranza può senz'altro concordare sono cose buone in sé e per sé, nel linguaggio dei diritti, e attribuire così a quegli obiettivi politici connotazioni inappropriate. A suo parere, chiamare beni socio-economici "diritti" crea intrinsecamente un concetto correlato di "doveri", così che altri cittadini devono essere costretti dal governo a dare cose ad altre persone al fine di soddisfare questi nuovi diritti. Egli ha anche affermato che, negli Stati Uniti, i nuovi diritti creano una "nazionalizzazione" della decisione politica al livello federale in violazione del federalismo. Nel suo libro Soft Despotism, Democracy's Drift, il dottor Paul Rahe, che ha la cattedra di Charles O. Lee e Louise K. Lee in cultura occidentale all'Hillsdale College, scrisse che focalizzarsi sui diritti basati sull'uguaglianza conduce a una subordinazione dei diritti civili primari a un governo sempre in espansione, che sarebbe troppo incompetente per provvedere correttamente ai suoi cittadini e cercherebbe semplicemente di subordinare altri diritti.
Il filosofo del XIX secolo Frédéric Bastiat sintetizzò il conflitto tra questi diritti negativi e positivi dicendo:
L'economista Friedrich von Hayek ha sostenuto che il concetto di seconda generazione di "giustizia sociale" non può avere nessun significato pratico:
Jeremy Waldron, professore di diritto alla New York University School of Law, ha scritto in risposta ai critici dei diritti di seconda generazione:
L'economista politico ungherese Karl Polanyi svolse invece un'argomentazione antitetica ad Hayek nel libro La grande trasformazione. Polanyi scrisse che un libero mercato incontrollato condurrebbe a una concentrazione economica repressiva e poi a una cooptazione del governo democratico, che degrada anche i diritti civili.
La Conferenza mondiale sui diritti umani si oppose alla distinzione tra diritti civili e politici (diritti negativi) e diritti economici, sociali e culturali (diritti positivi) che diede come risultato la Dichiarazione e Programma di azione di Vienna che proclamava che "tutti i diritti umani sono universali, indivisibili, interdipendenti e interrelati".